# H・J・ミュリナー
H.J.ミュリナー（H.J.Mulliner & Co.Ltd）はイギリスにかつて存在したコーチビルダーである。
1760年にノーザンプトンで馬車製造業として創業され、その子孫が各地に散らばって馬車製造業を行なっていたが、その子孫の一人であるヘンリー・ジャーヴィス・ミュリナー（Henry Jervis Mulliner ）が一族のいくつかのコーチビルダーを統合し1900年に新たに自動車専門のコーチビルダーとしてH・J・ミュリナーを組織した。
ヘンリー・ジャーヴィス・ミュリナーはロールス・ロイスの創業者の一人チャールズ・スチュアート・ロールズと友人であり、ロールズ自身の愛車70hpシルヴァーゴーストを最初の作品としてロールス・ロイスのコーチワークを引き受けるようになった。ヘンリー・ジャーヴィス・ミュリナーは1908年にはジョン・クロール&サン（John Croall & Sons ）に事業を売却したが、この時点ですでにブランドとして成立していたことから社名変更はされなかった。

後にパークウォードと合併しH・J・ミュリナー・パークウォードとなった。